# Pirazinamida
La pirazinamida (o piracinamida, con menor frecuencia), es un antibiótico usado en tratamiento de la tuberculosis. Es fundamentalmente bacteriostático aunque también puede actuar como bactericida. Se usa en combinación con otros medicamentos como la isoniacida, rifampicina, etambutol y otros.

## Mecanismo de Acción
Es una prodroga que necesita ser activada a su forma activa por la pirazinamidasa (cuya mutación genera resistencia bacteriana). 
Su mecanismo de acción es por medio de la inhibición del sistema FAS I en la síntesis del ácido micólico de la micobacteria.
La pirazinamida se activa en medio ácido, en un principio se creyó que el medio ácido en el que actuaba se encontraba en el interior de los fagosomas de los macrófagos. Sin embargo es posible que el fármaco no sea muy eficaz en el interior de estas estructuras, sino más bien el medio ácido que lo activa resida en los bordes necróticas tuberculosas en las que las células de inflamación producen ácido láctico. La nicotaminidasa de Mycobacterium tuberculosis o la pirazinamidasa desaminan la pirazinamida para formar ácido pirazinoico que es transportado hasta el medio extracelular por una bomba de expulsión, ahí es protonada hasta la forma de POAH, que es más liposoluble y penetra el bacilo.

## Efectos adversos
Es uno de los tuberculostáticos más hepatotóxicos, también produce neurotoxicidad por el déficit de vitamina B6 que incluye neuropatía periférica y convulsiones. Se han reportado casos de hipersensibilidad a la droga.

## Contraindicaciones
Insuficiencia hepática grave.
Neuropatía.